# Hed Kandi
Hed Kandi este o casă de discuri din Regatul Unit, dar și o marcă folosită pentru evenimente muzicale, care cuprinde albume și compilații muzicale. În ianuarie 2006, Hed Kandi a fost achiziționată de Ministry of Sound.

## Compilații
Sub marca Hed Kandi s-au vândut mai mult de 5 milioane de compilații. Albumele sunt ușor recunoscibile, având de obicei pe copertă o femeie dansând pe plajă, alături de numele albumui și logoul Hed Kandi.
A Taste Of
- A Taste of Kandi – Summer 2008 (2008)
- A Taste of Kandi – Summer 2009 (2009)
- A Taste of Kandi – Winter 2008 (2007)
- A Taste of Kandi – Winter 2009 (2008)
- A Taste of Kandi – Winter 2010 (2009)
- A Taste of Kandi – Summer 2011 (2011)
- A Taste of Kandi – Winter 2012 (2011)
- A Taste of Kandi – Summer 2012 (2012)
- A Taste of Kandi 2013 (2013)

Back To Love
- Back To Love (1999)
- Back To Love 2 (2001)
- Back To Love 3 (2001)
- Back To Love 03.02 (2002)
- Back To Love 03.03 (2003)
- Back To Love 03.04 (2004)
- Back To Love 03.05 (2005)
- Back To Love (2006)
- Back To Love (2007)
- Back To Love: The Mix (2008)
- Back To Love (2013)

Beach House
- Beach House (2000)
- Beach House 2 (2001)
- Beach House 04.02 (2002)
- Beach House 04.03 (2003)
- Beach House 04.04 (2004)
- Beach House 04.05 (2005)
- Beach House (2006)
- Beach House (2007)
- Beach House (2008) (Australia)
- Beach House (2008) (USA)
- Beach House (2008)
- Beach House (2010)
- Beach House (2011)
- Beach House (2012)
- Beach House (2013)
- Beach House (2014)

Deeper
- Deeper (2001)
- Deeper 01.02 (2002)

Deep House
- Deep House (2012)
- Deep House (2013)
- Deep House (2014)

Disco Heaven
- Disco Heaven (2002)
- Disco Heaven 02.03 (2003)
- Disco Heaven 01.04 (2004)
- Disco Heaven 01.05 (2005)
- Disco Heaven (2006)
- Disco Heaven (2007)
- Disco Heaven (2008) (Australia)
- Disco Heaven (2008)
- Disco Heaven (2009)
- Disco Heaven (2011)

Disco Kandi
- Disco Kandi (2001)
- Disco Kandi 2 (2001)
- Disco Kandi 3 (2001)
- Disco Kandi 4 (2001)
- Disco Kandi 5 (2001)
- Disco Kandi 05.02 (2002)
- Disco Kandi 05.03 (2003)
- Disco Kandi 05.04 (2004)
- Disco Kandi (2005)
- Disco Kandi (2006)
- Disco Kandi: The Mix (2007)
- Disco Kandi (2009) (USA)

Hed Kandi The Mix
- The Mix: World Series: UK (2003)
- The Mix: Summer 2004 (2004)
- The Mix: Winter 2004 (2004)
- The Mix: 50 (2005)
- The Mix: 2006 (2005)
- The Mix: World Series: Paris
- The Mix: Summer 2006 (2006)
- Hed Kandi Classics (2006)
- The Mix: Spring 2007
- The Mix: Summer 2007 (2007)
- The Mix: 2008 (2007)
- The Mix: World Series: San Francisco 2008
- The Mix: Summer 2008 (2008)
- The Mix: World Series: Ibiza (2008)
- The Mix: USA 2009 (2008)
- The Mix: 2009 (2008)
- The Mix: 2009 (2008) (Australia)
- The Mix: 2013 (2012)
- The Mix: 2014 (2013)

Kandi Lounge
- Kandi Lounge (2008)
- Kandi Lounge Digital Mix (2008)
- Kandi Lounge (2009)

Nu Cool
- Nu Cool (1998)
- Nu Cool 2 (1999)
- Nu Cool 3 (1999)
- Nu Cool 4 (2000)
- Nu Cool (2006)
- Nu Cool (2007)

Nu Disco
- Nu Disco (2009)
- Nu Disco (2010)
- Nu Disco (2012)

Serve Chilled
- Serve Chilled 1 (1999)
- Serve Chilled 2 (2000)
- Serve Chilled 3 (2001)
- Serve Chilled (2006)
- Serve Chilled (2007)
- Serve Chilled (2008)
- Serve Chilled: Electronic Summer (2011)
- Serve Chilled: Electronic Summer (2012)
- Serve Chilled (2014)

Stereo Sushi
- Stereo Sushi (2002)
- Stereo Sushi 2 (2002)
- Stereo Sushi 3 (2002)
- Stereo Sushi v. Futomaki (2003)
- Stereo Sushi v. Wasabi (2003)
- Stereo Sushi v. Sake (2004)
- Stereo Sushi Teriyaki (2005)
- Stereo Sushi 8 (2006)
- Stereo Sushi Sashimi (2006)
- Stereo Sushi 10 (2007)
- Stereo Sushi 11 (2007)
- Stereo Sushi 12 (2008)
- Stereo Sushi 13 (2008)
- Stereo Sushi 14 (2008)

Twisted Disco
- Twisted Disco (2003)
- Twisted Disco 03.04 (2004)
- Twisted Disco 02.05 (2005)
- Twisted Disco (2006)
- Twisted Disco (2007)
- Twisted Disco (2008)
- Twisted Disco (2009)
- Twisted Disco (2010)
- Twisted Disco (2011)
- Twisted Disco (2012)

 Twisted House (2013)
Winter Chill
- Winter Chill (1999)
- Winter Chill 2 (2000)
- Winter Chill 3 (2001)
- Winter Chill 06.02 (2002)
- Winter Chill 06.03 (2003)
- Winter Chill 06.04 (2005)

Necategorisite
- Destroy The Disco (2009)
- Fit & Fabulous (2011) (2012) (2013)
- Ibiza (2011) (2012) (2013) (2014)
- Base Ibiza
- DJ Kandi (2001)
- Es Vive Ibiza
- Destination Ibiza
- Kandi Lounge
- Live
- Pure Kandi (2009)
- Sampler (2001) (2002) (2003) (2004) (2005) (2006) (2007)
- Swing City Miami (2006)
- Las Vegas (2009)
- Anthems & Artwork (2010)
- Balearica Unplugged (2011)
- Asia Summer (2011)
- France Summer (2011)
- Germany Summer (2011)
- Miami (2013) (2014)

## Legături externe
- Site web oficial
- Hed Kandi la Facebook
- Hed Kandi la Discogs.com